# Кабуба білопера
Кабуба білопера (Heniochus acuminatus) — тропічна коралова рибка родини щетинкозубих (Chaetodontidae). Популярний об'єкт акваріумістики.

## Характеристика

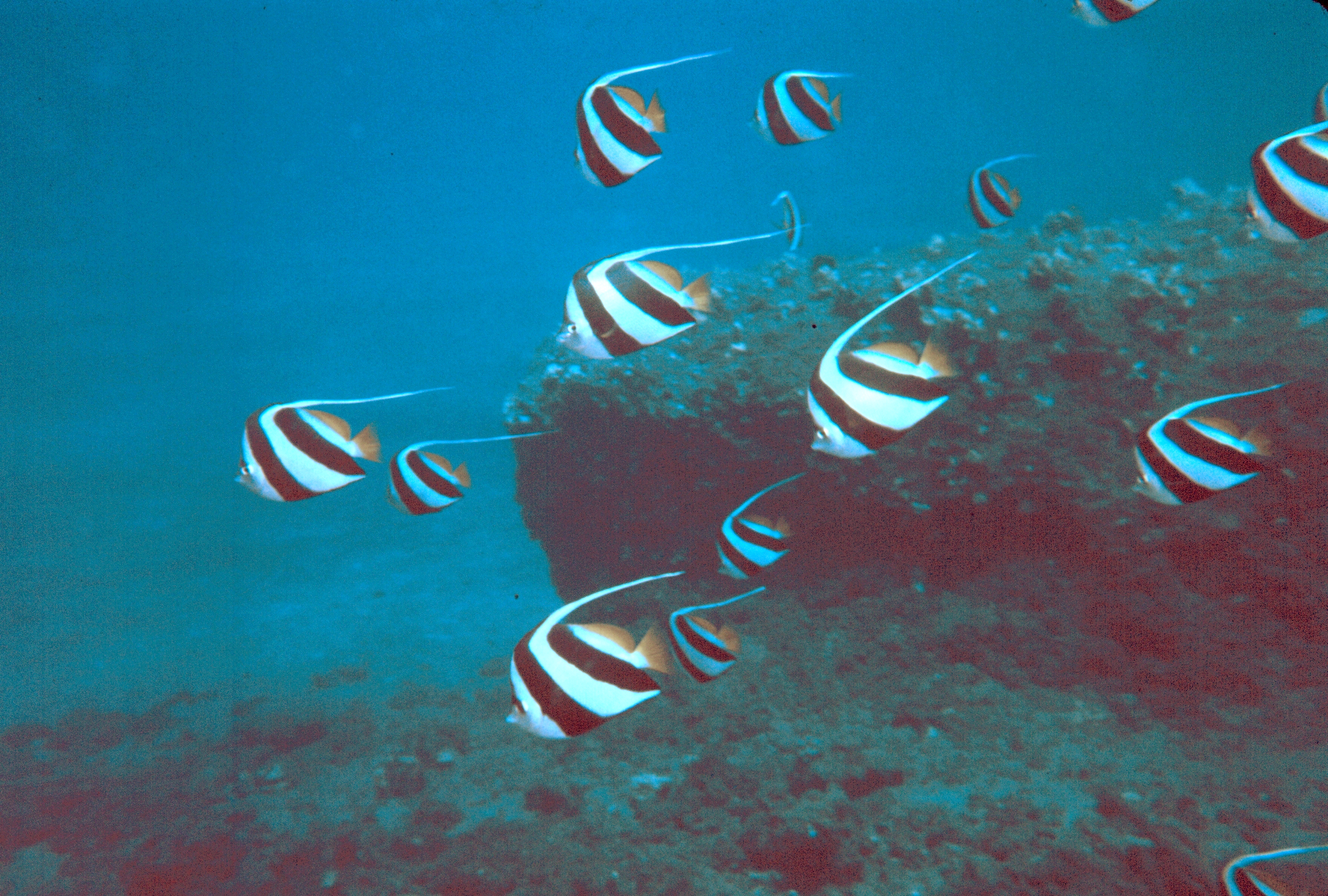
Зграйка кабуби

Має переважно чорно-біле забарвлення, видовжений спинний плавець, завдяки якому риба сягає близько 25 см довжиною. Хвостовий, анальний і грудні плавці переважно світло-жовті. Зовнішні дуже подібна на близьку Heniochus diphreutes, але вона більш видовжена.

## Ареал
Ареал охоплює Індійський і Тихий океани, ділянки із кораловими рифами, від південної Японії до Мікронезії і острова Лорд-Хау. Також відомі з Сейшел. Відзначений як вселенець в Чорному морі в районі Севастополя.

## Поведінка
Належить до групи соціальних риб, може зустрічатись як у парах, так і у зграйках. Мало рухомі, рідко територіальні риби. Деякі особи, особливо серед молоді, поводять себе як чистильники, виїдаючи паразитів з інших риб.

## Живлення

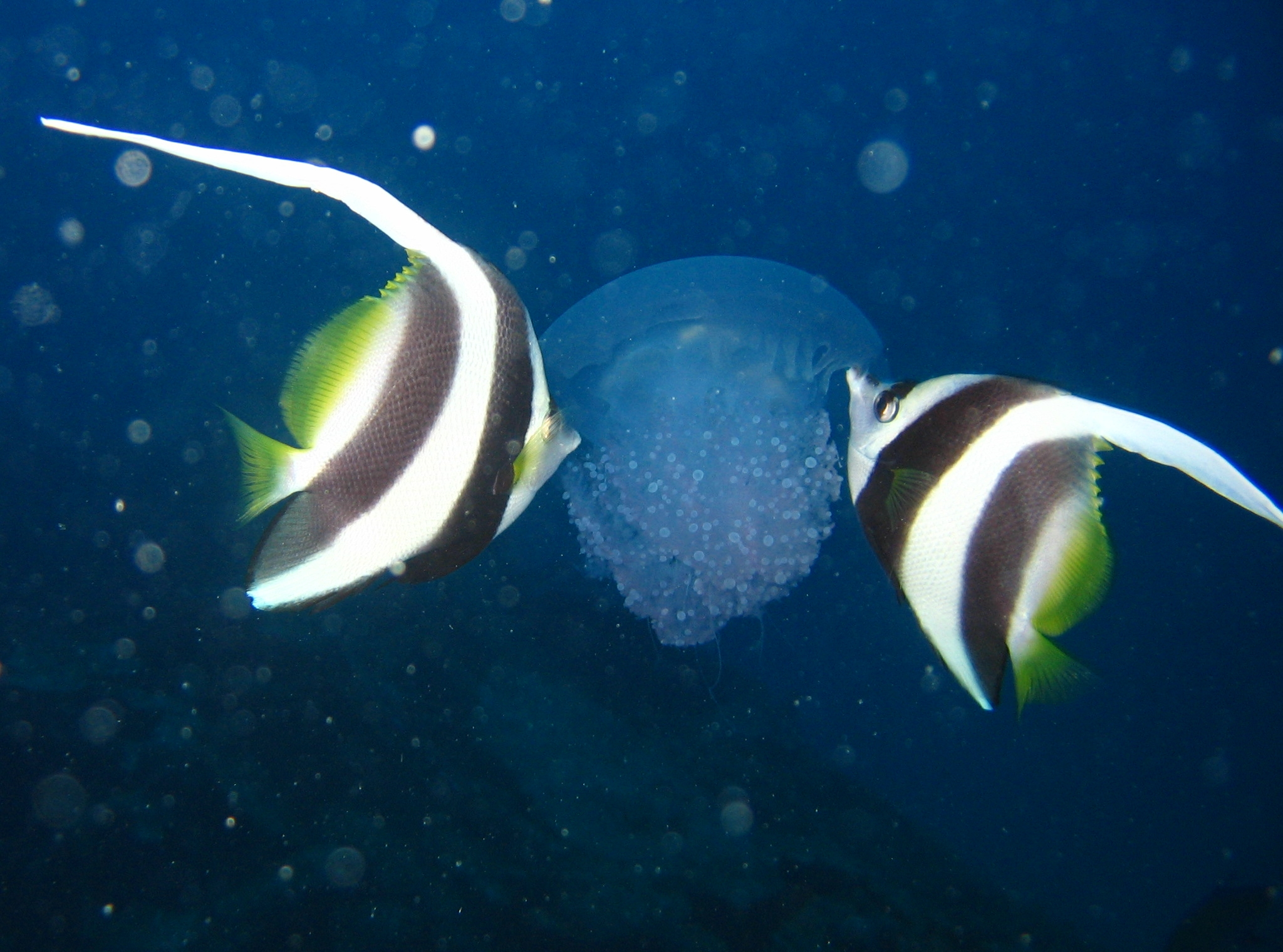
Кабуби, що поїдають медузу

У природі живиться переважно планктоном, але в умовах акваріума — всеїдні.